# Michael Parensen
Michael Parensen (Bad Driburg, Alemania Federal, 24 de junio de 1986) es un exfutbolista alemán que jugaba de defensa.
Se retiró al finalizar la temporada 2019-20, tras once años y medio en los que jugó 249 partidos con el Unión Berlín, y continuó en el club ejerciendo otro rol.
En 2020 regresó al fútbol y se unió al Polar Pinguin de la liga estatal de Berlín.

## Selección nacional
Fue internacional en siete ocasiones con la selección sub-16 de Alemania entre 2001 y 2002.

## Estadísticas
Actualizado a fin de carrera.
| Borussia Dortmund II · Alemania                                                                  | 4.ª           | 2004-05       | 13  | 1  | —  | — | — | — | 13  | 1  |
| Borussia Dortmund II · Alemania                                                                  | 4.ª           | 2006-07       | 17  | 0  | —  | — | — | — | 17  | 0  |
| Borussia Dortmund II · Alemania                                                                  | Total club    | Total club    | 30  | 1  | 0  | 0 | 0 | 0 | 30  | 1  |
| FC Colonia II · Alemania                                                                         | 4.ª           | 2007-08       | 34  | 2  | —  | — | — | — | 34  | 2  |
| FC Colonia II · Alemania                                                                         | 4.ª           | 2008-09       | 16  | 1  | —  | — | — | — | 16  | 1  |
| FC Colonia II · Alemania                                                                         | Total club    | Total club    | 50  | 3  | 0  | 0 | 0 | 0 | 50  | 3  |
| F. C. Unión Berlín · Alemania                                                                    | 3.ª           | 2008-09       | 18  | 0  | 0  | 0 | — | — | 18  | 0  |
| F. C. Unión Berlín · Alemania                                                                    | 2.ª           | 2009-10       | 24  | 0  | 1  | 0 | — | — | 25  | 0  |
| F. C. Unión Berlín · Alemania                                                                    | 2.ª           | 2010-11       | 14  | 0  | 0  | 0 | — | — | 14  | 0  |
| F. C. Unión Berlín · Alemania                                                                    | 2.ª           | 2011-12       | 29  | 2  | 0  | 0 | — | — | 29  | 2  |
| F. C. Unión Berlín · Alemania                                                                    | 2.ª           | 2012-13       | 23  | 3  | 1  | 0 | — | — | 24  | 3  |
| F. C. Unión Berlín · Alemania                                                                    | 2.ª           | 2013-14       | 28  | 0  | 3  | 0 | — | — | 31  | 0  |
| F. C. Unión Berlín · Alemania                                                                    | 2.ª           | 2014-15       | 26  | 1  | 0  | 0 | — | — | 26  | 1  |
| F. C. Unión Berlín · Alemania                                                                    | 2.ª           | 2015-16       | 29  | 0  | 1  | 0 | — | — | 30  | 0  |
| F. C. Unión Berlín · Alemania                                                                    | 2.ª           | 2016-17       | 14  | 0  | 1  | 0 | — | — | 15  | 0  |
| F. C. Unión Berlín · Alemania                                                                    | 2.ª           | 2017-18       | 11  | 1  | 1  | 0 | — | — | 12  | 1  |
| F. C. Unión Berlín · Alemania                                                                    | 2.ª           | 2018-19       | 9   | 0  | 1  | 0 | 2 | 0 | 12  | 0  |
| F. C. Unión Berlín · Alemania                                                                    | 1.ª           | 2019-20       | 9   | 1  | 4  | 0 | — | — | 13  | 1  |
| F. C. Unión Berlín · Alemania                                                                    | Total club    | Total club    | 234 | 8  | 13 | 0 | 2 | 0 | 249 | 8  |
| F. C. Unión Berlín II · Alemania                                                                 | 4.ª           | 2014-15       | 1   | 0  | —  | — | — | — | 1   | 0  |
| F. C. Unión Berlín II · Alemania                                                                 | Total club    | Total club    | 1   | 0  | 0  | 0 | 0 | 0 | 1   | 0  |
| Total carrera                                                                                    | Total carrera | Total carrera | 315 | 12 | 13 | 0 | 2 | 0 | 330 | 12 |
| (1) Incluye datos de la Copa de Alemania (2) Incluye datos de la promoción de ascenso y descenso |               |               |     |    |    |   |   |   |     |    |

## Palmarés

### Títulos nacionales
| Título  | Club         | País     | Año     |
| ------- | ------------ | -------- | ------- |
| 3. Liga | Unión Berlín | Alemania | 2008-09 |